# 岡山県道215号江崎金岡線
岡山県道215号江崎金岡線（おかやまけんどう215ごう えざきかなおかせん）は、岡山県岡山市中区から岡山市東区に至る一般県道である。

## 概要
岡山市中区江崎から東区金岡西町を結ぶ。愛称は「宮道（みやみち）」。国道2号岡山バイパスの裏道として利用している人も多い。

### 路線データ
- 起点：岡山県岡山市中区江崎（江崎交差点、岡山県道45号岡山玉野線交点）
- 終点：岡山県岡山市東区金岡西町（金岡交差点、岡山県道177号九蟠中野線交点）
- 車線：2車線（一部、1.5車線 - 1車線）
- 総延長：約6.2 km

## 路線状況

### 別名
- 宮道（岡山市）

### 道路施設

#### 橋梁
- 清内橋（百間川、岡山市中区 - 岡山市東区）

## 地理

### 通過する自治体
- 岡山市（中区 - 東区）

### 交差する道路
| 交差する道路                    | 市町村名 | 市町村名 | 交差する場所 | 交差する場所      |
| ------------------------------- | -------- | -------- | ------------ | ----------------- |
| 岡山県道45号岡山玉野線          | 岡山市   | 中区     | 江崎         | 江崎交差点 / 起点 |
| 岡山県道216号沖元円山線         | 岡山市   | 中区     | 沖元         | 清内橋西交差点    |
| 岡山県道383号九蟠東岡山停車場線 | 岡山市   | 東区     | 政津         |                   |
| 岡山県道177号九蟠中野線         | 岡山市   | 東区     | 金岡西町     | 金岡交差点 / 終点 |

### 沿線
- 岡山市立操南小学校
- 岡山市立操南中学校
- 沖田神社
- 百間川（清内橋）
- 岡山市立上南中学校
- 西大寺金岡郵便局